# Louis de Pointe du Lac
Louis de Pointe du Lac es el personaje central de la primera novela de las Crónicas vampíricas de Anne Rice, Entrevista con el vampiro. Es un hombre blanco de ojos verdes, atormentado por la muerte de su hermano menor.

## Historia
Louis de Pointe du Lac nació el 4 de octubre de 1766 en Nueva Orleans, era un criollo hijo de padres franceses, huérfano de padre y vivía con su madre, hermana y hermano menor Paul. Teniendo plantaciones de añil a las afueras de Nueva Orleans con el nombre del apellido de la familia Pointe du Lac. En este lugar el hermano de Louis se suicida después de una terrible pelea con Louis porque no le creyó tras confesar las visiones que tenía. Louis, se sintió totalmente responsable de la muerte de su hermano, y esta fue la causa de que cayera en una autodestructiva conducta debido a la depresión por la culpa que arrastra con él y anhela la liberación por medio de la muerte, pero no se encuentra con el valor suficiente para suicidarse. Encuentra la costumbre de frecuentar tabernas, burdeles y otros lugares de mala reputación. A su vez ahí encuentra duelos a muerte con el fin de que alguien pueda tomar la decisión por él y matarlo para poner fin a su miseria. Lo que no sabía Louis, era que en realidad una de esas noches, la muerte lo encontraría a él, Lestat de Lioncourt, el vampiro que le dio nueva vida a Louis.

## Vampirismo
Una noche en un duelo en una taberna donde Lestat, un vampiro elegante y cínico cae fatalmente enamorado de la belleza de Louis, de su fina cortina de cabello oscuro y del dulce aroma de la sangre criolla que emana su ser. Lestat le ofrece a Louis la oportunidad de ser vampiro. Desde luego había sido elegido por sus exquisitos pómulos, por la profundidad de sus ojos verdes. Louis acepta desesperadamente con el fin salir de su sufrimiento, pero solo consigue entrar en una confusión acerca de la vida y la muerte y en una convulsiva pregunta "¿Quién soy yo?", la cual Lestat no puede responder por su falta de conocimiento (es importante anotar que entrevista con el vampiro es la historia vista desde el punto de vista de Louis, quien en ese momento 1984 no tenía conocimiento del poder y la importancia de Lestat en el círculo vampirico).
Cuando el ve la crueldad que se forja al vampirismo al tener que tomar vidas humanas para subsistir, rechaza su condición y los dones que esta conlleva, y durante mucho tiempo se alimenta de animales. En compañía de Lestat mantiene constantes conflictos debido a que este no le enseña la verdadera naturaleza del vampiro y el significado que esta tiene y por esto en repetidas ocasiones Louis piensa que Lestat solo lo transformó porque deseaba su fortuna y sus tierras. Hubo una especie de atracción sexual de Lestat hacia Louis ya que en otros libros él se refiere a Louis como un amante (da la impresión, pero los vampiros en la mitología establecida por Anne Rice, al estar muertos son asexuados. Sienten atracción por la belleza humana en general sin distinción de género).
Por el entrever de su relación con la muerte y dulzura que Lestat no le satisface a su vez Louis se vuelve un ser sensible, sentimental, solitario y se cree incapaz de poder arrebatar vida humana.
En 1795, 4 años después de su transformación en vampiro, en medio de una crisis existencial, y la plaga de la que había sido presa el país en ese entonces, Louis, encuentra una niña de 6 años junto al pútrido cadáver de su madre atacado por la plaga, y por la terrible sed de su cuerpo al solo alimentarse de animales, Louis, hace un fallido intento por desangrarla y así acabar con el sufrimiento de la pequeña niña. Lestat observa este suceso y Louis al no poder deshacerse de la niña, Lestat la convierte en vampira y le da la tarea a Louis de papel maternal hacia la niña que es llamada Claudia y que vivirá con ambos los próximos 65 años. 
Ante la sensualidad, belleza y gran corazón de Claudia, Louis, encuentra una felicidad absoluta que jamás pudo sentir con nadie más y al ver Louis, que Claudia siente lo mismo por el caen en un amor absoluto y comienzan a compartir el mismo odio y resentimiento por Lestat al no obtener ningún conocimiento de él acerca de su especie. El amor de Claudia lleva a Lestat a la ruina, ocasionando que ella lo intente asesinar para poder escapar con Louis.
Después de la supuesta muerte de Lestat, Louis y Claudia huyen a Europa en busca de conocimiento y más vampiros, pero solo encuentran una especie de zombis vampíricos que intentan asesinarlos. Este hecho causa que se den por vencidos en su misión y viajen a Francia en busca de paz. Allí encuentran a Armand, el vampiro más viejo que les muestra el Théâtre des Vampires, hogar de reunión para todos los vampiros y un teatro que se burla de la existencia de los mortales. Los vampiros actores hacen obras en las que utilizan sus rasgos vampíricos, fuerza, velocidad, etc. E incluso beben sangre en frente de la audiencia. Debido a la naturaleza del establecimiento, la audiencia se va creyendo que lo que han visto es un acto. 
El Théâtre des Vampires descubre lo que Louis y Claudia hicieron a Lestat gracias a sus poderes para leer las mentes; así que encierran a Louis y matan a Claudia exponiéndola a la luz del sol. Armand, que ha desarrollado una fuerte atracción -como en su día hizo Lestat- por Louis le libera, con la esperanza de que ambos se marchen, pues está cansado de los vampiros del teatro y su primitiva visión de la vida así como su estancamiento en el tiempo. Louis, al ser liberado y descubrir que Claudia ha muerto, decide cobrar venganza y siendo un vampiro madrugador (Esto quiere decir que tiene la habilidad de despertarse en el momento exacto del ocaso) quema a todos los vampiros del teatro mientras aún duermen. Finalmente, escapa con Armand y viven juntos por un tiempo, pero Louis tenía un resentimiento hacia él debido a que no evitó la muerte de Claudia. Acto seguido Armand lo abandona.
Una vez de vuelta en casa Louis rompe el secreto básico de todos los vampiros, contando su historia. La revela a un reportero humano que luego quiere ser convertido en vampiro.
Aparece nuevamente en otras novelas de Rice, como Lestat el vampiro, La reina de los condenados, El ladrón de cuerpos y Merrick, donde hace su última aparición. En las últimas novelas se analizan más los sentimientos humanos que tiene, y su inevitable decisión de morir. En su última aparición en la novela Merrick, Louis junto con David Talbot conocerán a Merrick Mayfair, pidiéndole un favor que marcará a los personajes al final de la historia.
En el guion escrito por la autora para la película Entrevista con el vampiro, Louis sufre por la muerte de su mujer e hija durante el parto.